# Heinrich Stratmann (Maler)
Heinrich Stratmann (auch Strotmann, Straetman, Strotman, Strothmann, Strodtman) (* vor 1600 in Höxter; † um 1654 in Arnsberg) war ein deutscher Maler des Barock.

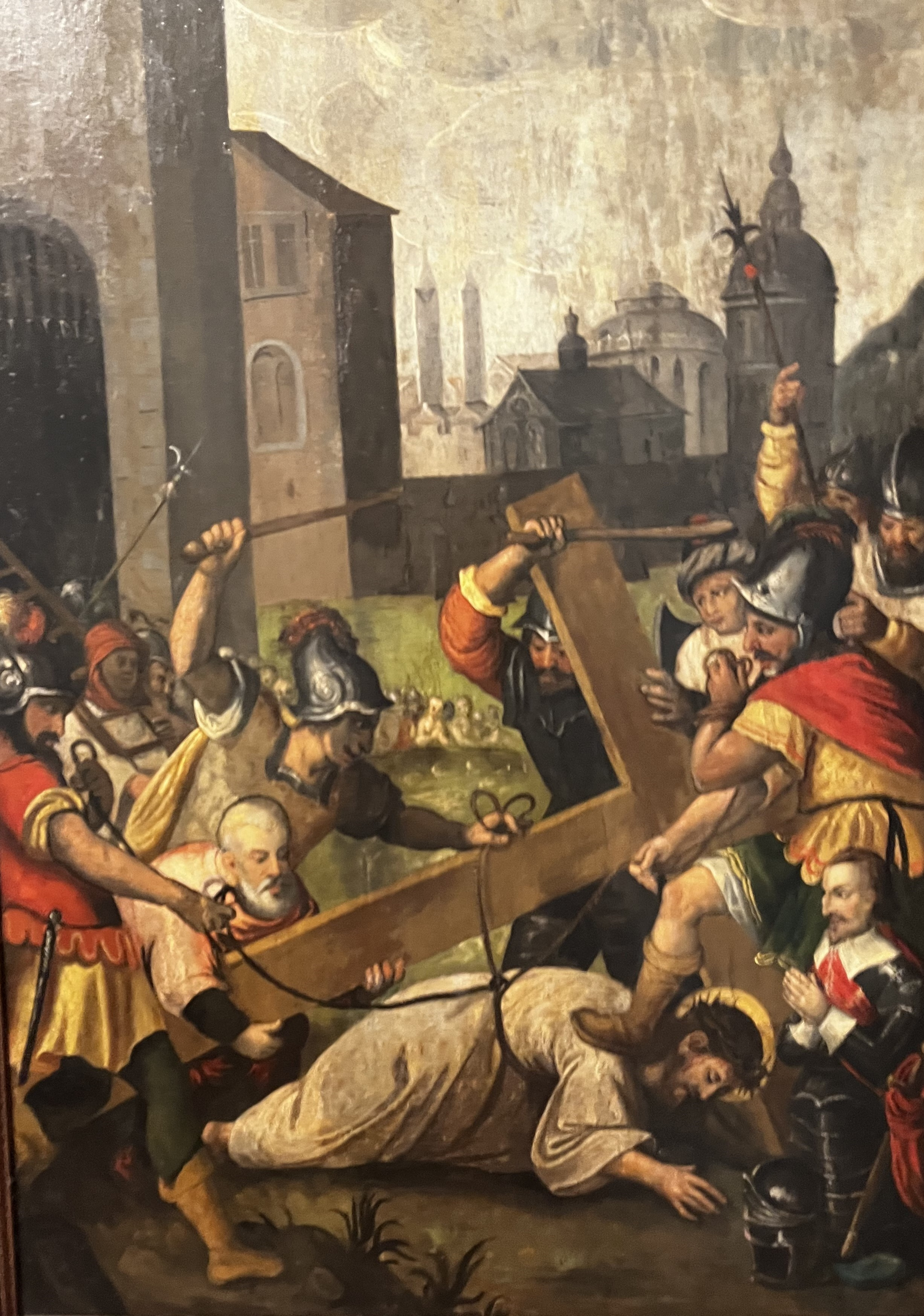
Heinrich Strothmann Kreuzwegbild St. Blasius Balve

## Leben
Er gehört der Künstlerfamilie Stratmann an, dessen erster bekannter Vertreter Gerhard Stratmann gebürtig aus Höxter und ansässig in Paderborn gewesen ist. Er war Vater des in Höxter geborenen Heinrich Stratmann. Dieser lebte später in Arnsberg und war Bürger dieser Stadt. Bereits 1618 ist er in Arnsberger Kirchenrechnungen als „Henrich der Mahler“ genannt. Er war 1625 Kirchenprovisor und wurde 1634 als Ratsherr genannt. Die Angaben von Anton Fahne, dass er in Soest gelebt hätte, treffen nicht zu. Seit 1614 war er mit einer geborenen Ludimerdt verheiratet. Aus der Ehe gingen sieben Kinder hervor. Darunter waren zwei Söhne. Eine Tochter heiratete den Arnsberger Bürgermeister Johan von Bilefeldt. Das Paar stiftete den Südaltar der Stadtkapelle. Das Altarbild stammt vermutlich von Caspar (geb. 1632) einem Sohn von Heinrich Stratmann. Ein weiterer Sohn war Henning Stratmann (geb. um 1630). Auch dieser war als Maler tätig. Die Familie bewohnte ein Haus („Mahlers Haus“) zwischen Glockenturm und Klosterpforte, das 1709 dem großen Stadtbrand zum Opfer fiel. Heinrich Stratmann muss um 1655 gestorben sein, da in diesem Jahr seine Ehefrau in einer Steuerliste als Witwe bezeichnet wurde. Zu den späteren Nachkommen gehört unter anderem Anton Joseph Stratmann.

## Werk
Den größten Umfang seiner Tätigkeit nahmen heraldische Arbeiten überwiegend im Auftrag von Adelsfamilien aus Westfalen ein. Ein Skizzenbuch, dass die Arbeiten zwischen 1636 und 1651 umfasst, befindet sich im Landesarchiv in Münster. Das Buch enthält etwa 600 Wappen.
Daneben hat er auch Gemälde und Tafelbilder gemalt. In dem Skizzenbuch genannt sind mehrere Gemälde für einen Klappaltar im St. Walburgisstift in Soest. Eines seiner Hauptwerke war die Darstellung der Stammreihe Jesse in der Kirche des Klosters Wedinghausen. Das Werk ist nicht erhalten. Erwähnt wird noch ein Familienbild auf Schloss Wocklum. Dieses zeigte Georg von Schüngel gen. Böckenförde, seine Frau Margarethe von Hatzfeld und vierzehn Kinder des Paares. Davon ist nur eine Kopie erhalten. Er war außerdem damit beschäftigt, Apostelbilder aus dem 15, Jahrhundert im Patroklidom in Soest im barocken Stil zu übermalen. Wahrscheinlich stammt auch eine Kreuzigungsszene in Bremke und eine Verkündigungsszene in Niedersalwey von ihm. Ebenfalls von ihm stammt eine Kreuzigungsgruppe, die ursprünglich für das Kloster Himmelpforten geschaffen wurde und sich heute in der Pfarrkirche von Niederense befindet. Datiert ist das Bild 1654. Auch der barocke Hochaltar in der Pfarrkirche von Wenden stammt von Heinrich Stratmann. In der Klosterkirche Oelinghausen befindet sich ein Altarbild, das die Hirtenszene von Bethlehem zeigt. Es gibt Hinweise, dass er auch für die barocke Innenausstattung der Klosterkirche in Rumbeck verantwortlich war. In der St. Blasiuskirche in Balve befindet sich ein kürzlich restauriertes Tafelgemälde „Christus fällt unter dem Kreuz“ von Stratmann. In der Bildmitte hinter der Darstellung des Weges Jesu auf dem Weg zur Kreuzigung findet sich eine Szene, die als Darstellung von Hexen auf dem Weg zum Scheiterhaufen gedeutet wird. Sie wäre damit eine der wenigen zeitgenössischen bildlichen Darstellung der Hexenverfolgung im Herzogtum Westfalen.